# Caus-Meleque
Caus-Meleque (em acádio: 𒋡𒍑𒈠𒆷𒅗; romaniz.: Qauš-malaka; em edomita: 𐤒‬𐤅‬𐤎𐤌𐤋‬𐤊‬‬, romaniz.: Qāws-melek) foi um rei de Edom durante o reinado do rei assírio Tiglate-Pileser III (r. 745–728 a.C.). Seu nome é mencionado nos textos reais de Tiglate-Pileser III. Caus-Meleque provavelmente significa "[o deus] Cos é rei" ou "reinado de Cos".
Caus-Meleque provavelmente é o rei edomita mencionado sem nome em 2 Reis 16:6, que reconquistou a cidade de Elate e expulsou os judeus que moravam lá.